# Thomas Doe
Thomas Bartwell Doe, Jr., noto Tom (Tacoma, 12 ottobre 1912 – Hendersonville, 19 luglio 1969) è stato un bobbista statunitense.

## Biografia
Visse in Europa, al momento in cui partecipò alle olimpiadi invernali aveva 15 anni. Ai II Giochi olimpici invernali (edizione disputatasi nel 1928 a Sankt Moritz, Svizzera) vinse la medaglia d'argento nel Bob a 4 con i connazionali Jennison Heaton, David Granger, Lyman Hine  e Jay O'Brien partecipando nella prima squadra statunitense, arrivando dietro la seconda statunitense (medaglia d'oro) ma superando la prima tedesca (medaglia di bronzo).
Il tempo totalizzato fu di 3:21,0 con un minimo distacco dalla prima e terza nazionale classificata (3:20,5 e 3:21,9 gli altri tempi medagliati).